# Friends' Ambulance Unit
Pour les articles homonymes, voir FAU.

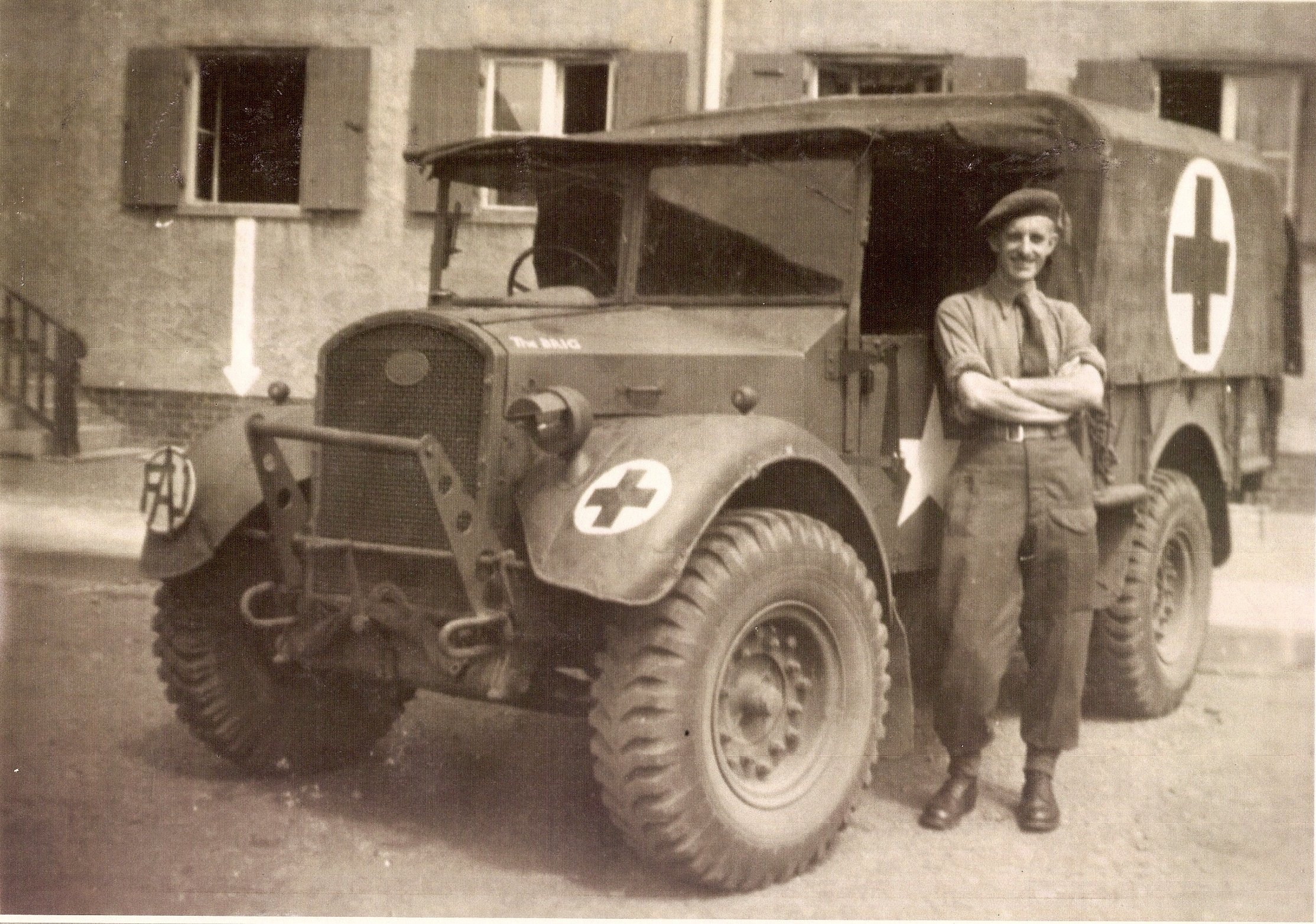
Ambulance et chauffeur de la FAU, 1945?

La Friends' Ambulance Unit (FAU) est une unité d'ambulanciers volontaires fondée par des membres britanniques de la Société religieuse des Amis (quakers), conséquence de leur témoignage de paix. Cette unité a fonctionné pendant la Première Guerre mondiale de 1914 à 1919, puis pendant la Seconde Guerre mondiale de 1939 à 1946 et à nouveau entre 1946 et 1959, dans 25 pays différents. Elle était indépendante des structures quakers et a réuni essentiellement des objecteurs de conscience.

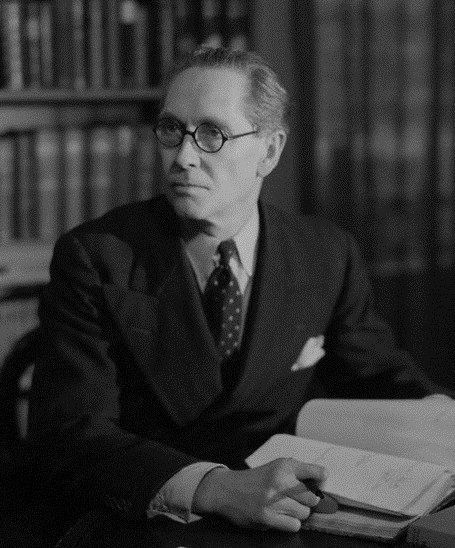
Philip J. Noel-Baker, fondateur de la FAU, prix Nobel de la paix 1959

## Histoire

### Première Guerre mondiale

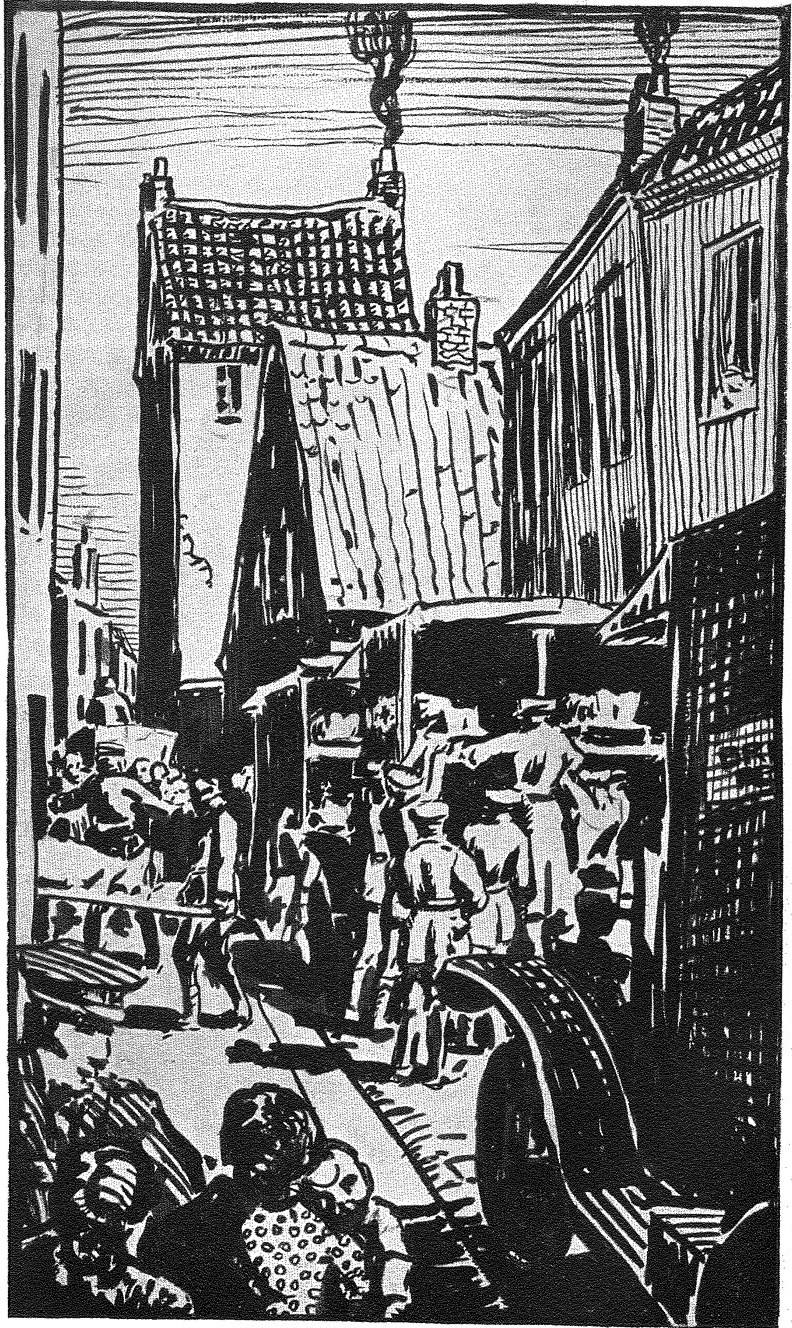
Évacuation d'un hôpital civil à Béthune, Pas-de-Calais, 1914-1918, dessin d'Ernest Procter

L'unité d'ambulanciers FAU a été créée en 1914 par le quaker, athlète et mathématicien britannique Philip J. Noel-Baker, d'abord sous le nom The First Anglo-Belgian Ambulance Unit. Ses membres étaient entraînés dans un centre quaker à Jordans, Buckinghamshire. Au total, plus d'un millier d'hommes et de femmes ont été envoyés en France et en Belgique, où ils ont été engagés dans les trains d'ambulances des armées française et britannique. 
« Le service transporta des centaines de milliers de malades et de blessés. Il eut la charge d'une douzaine d'hôpitaux en Belgique, en France et en Angleterre et s'occupait en outre de civils belges déplacés pendant la guerre ».
La FAU se trouvait sous l'autorité de la Croix-Rouge britannique. Elle a été dissoute en 1919.

### Seconde Guerre mondiale
La FAU a été recréée par un comité d'anciens membres, en septembre 1939, au début de la Seconde Guerre mondiale. Un camp d'entraînement a été établi à Northfield, Birmingham. Plus de 1 300 membres ont été formés puis ont servi comme chauffeurs d'ambulance et aides-soignants à Londres pendant le Blitz, ainsi qu'en Finlande, Norvège et Suède (1940), au Moyen-Orient (1940–1943), en Grèce (1941, 1944–1946), Chine et Syrie (1941–1946), Inde et Éthiopie (1942–1945), Italie (1943–1946), France, Belgique, Pays-Bas, Yougoslavie et Allemagne (1944–1946) et Autriche (1945–1946).
Les premiers volontaires formés en 1939 ont rédigé une déclaration exprimant leurs objectifs.
« Nous voulons nous entraîner pour devenir une unité d'ambulance et de secours efficace, engagée dans des zones sous contrôle civil et militaire, et ainsi, en travaillant en tant qu'organe pacifiste et civil là où les besoins sont les plus grands, démontrer l'efficacité de la coopération pour construire un monde nouveau plutôt que de combattre pour détruire l'ancien. »
Les sections 1 et 2 de la FAU (chacune de 12 hommes et 8 véhicules) débarquent à Arromanches en Normandie le 6 septembre 1944 depuis un landing craft tank (embarcation de débarquement). Attachées à la branche des affaires civiles de l'armée britannique, ces sections apportèrent des secours aux civils en Normandie. La section 2 a été engagée dans un camp de réfugiés nouvellement libéré, à Bourg-Léopold en Belgique, pour gérer la réception, l'enregistrement, la désinfection, les cuisines, les dortoirs et les départs.
En novembre 1944, cinq sections supplémentaires sont établies à la demande du 21e Groupe d'armées. Un des nouveaux membres est Gerald Gardiner, qui devint plus tard Lord Chancelier du gouvernement travailliste de 1964-1970 sous Harold Wilson.
La section 2, après une période d'assistance médicale à Nimègue pendant l'opération Market Garden, s'occupe d'un camp de handicapés mentaux près de Clèves en Allemagne qui alla jusqu'à 25 000 personnes. En avril, le travail principal est devenu l'hébergement et les soins aux personnes déplacées. La section 2 a été fortement engagée en mai 1945 dans le soutien aux prisonniers de guerre du camp Stalag X-B près de Sandbostel, entre Brème et Hambourg.
Par ailleurs, une trentaine d'ambulanciers de la FAU sont rattachés au 13e bataillon médical de la 2e division blindée du général Leclerc. Il en aurait fait lui-même la demande, à la suite de leur engagement remarqué durant la campagne d'Afrique dans l'ambulance franco-britannique Hadfield-Spears.

### Après guerre
La FAU a été remplacée en 1946 par la Friends Ambulance Unit Post-War Service, qui dura jusqu'en 1959.
Le prix Nobel de la paix a été décerné en 1947 aux quakers, entre autres en référence au travail effectué par la FAU, et accepté par le British Friends Service Council et le American Friends Service Committee.

## Archives
La plupart des documents d'archives ont été conservés et sont déposés à la bibliothèque de la maison quaker à Londres.